# Jarosław Szczepaniak
Jarosław Szczepaniak (ur. 5 kwietnia 1989) – polski judoka.
Były zawodnik UKJ Ryś Warszawa (2002-2012). Brązowy medalista mistrzostw Polski seniorów 2011 w kategorii do 81 kg. Ponadto m.in. złoty medalista zawodów pucharu Europy juniorów (Kowno 2008). Uczestnik młodzieżowych mistrzostw Europy 2011.